# Lollipop (Mika)
Lollipop è una canzone di Mika contenuta nell'album Life in Cartoon Motion del 2008 ed è stata estratta il 21 ottobre 2008 come sesto singolo dell'album Life in Cartoon Motion.

## Brano
Mika ha scritto questa canzone come ammonimento alla sorella minore, invitandola a godersi l'infanzia e a non avere rapporti sessuali troppo presto.
Il ritmo della canzone, volutamente infantile e giocoso, nasconde una sorta di innuendo (sucking too hard on your lollipop).
Alla realizzazione dell'opera partecipa anche Audrey, cugina del cantante di appena otto anni.

## Classifiche
| Classifica (2008) | posizione più alta |
| ----------------- | ------------------ |
| Austria           | 51                 |
| Belgio (Fiandre)  | 24                 |
| Belgio (Vallonia) | 21                 |
| Estonia           | 13                 |
| Germania          | 35                 |
| Italia            | 49                 |
| Norvegia          | 19                 |
| Paesi Bassi       | 20                 |
| Regno Unito       | 59                 |
| Romania           | 90                 |
| Svezia            | 13                 |
| Svizzera          | 58                 |